# Касим-хан (Бухарский эмират)
Касим-хан (узб. Qosimxon) — представитель правящей узбекской династии мангытов, внук эмира Музаффара. Был наместником Чиракчинского бекства (1885—1920) Бухарского Эмирата.

## Семья
Касим-хан при эмирах Музаффаре, Сеид Абдулахад-хане и Сеид Алим-хане правил бекством Чиракчи и одна из дочерей Сеид Абдулахад-хана была замужем за ним. Его отец, Сеид Акрам был единственным из сыновей Музаффара, не лишившимся своего поста после воцарения на престол своего брата, Сеид Абдулахад-хана. Сеид Акрам побывал наместником многих бекств Бухарского эмирата.